# Parafia Świętych Apostołów Piotra i Pawła w Jeleniej Górze-Maciejowej
Parafia pw. Świętych Apostołów Piotra i Pawła w Jeleniej Górze – parafia rzymskokatolicka w dekanacie Jelenia Góra Wschód w diecezji legnickiej. Obsługiwana przez księży diecezjalnych. Erygowana 1 stycznia 1946. Kościół parafialny mieści się przy ulicy Wrocławskiej.